# Chexbres
Chexbres es una comuna suiza del cantón de Vaud, situada en el distrito de Lavaux-Oron. Limita al oeste y norte con la comuna de Puidoux, al este con Saint-Saphorin (Lavaux), y al sur con Rivaz.
La comuna se encuentra a orillas del Lago Lemán y hace parte de Lavaux, el área declarada Patrimonio de la Humanidad por la Unesco en 2007. Además, la comuna hizo parte hasta el 31 de diciembre de 2007 del distrito de Lavaux, círculo de Saint-Saphorin.

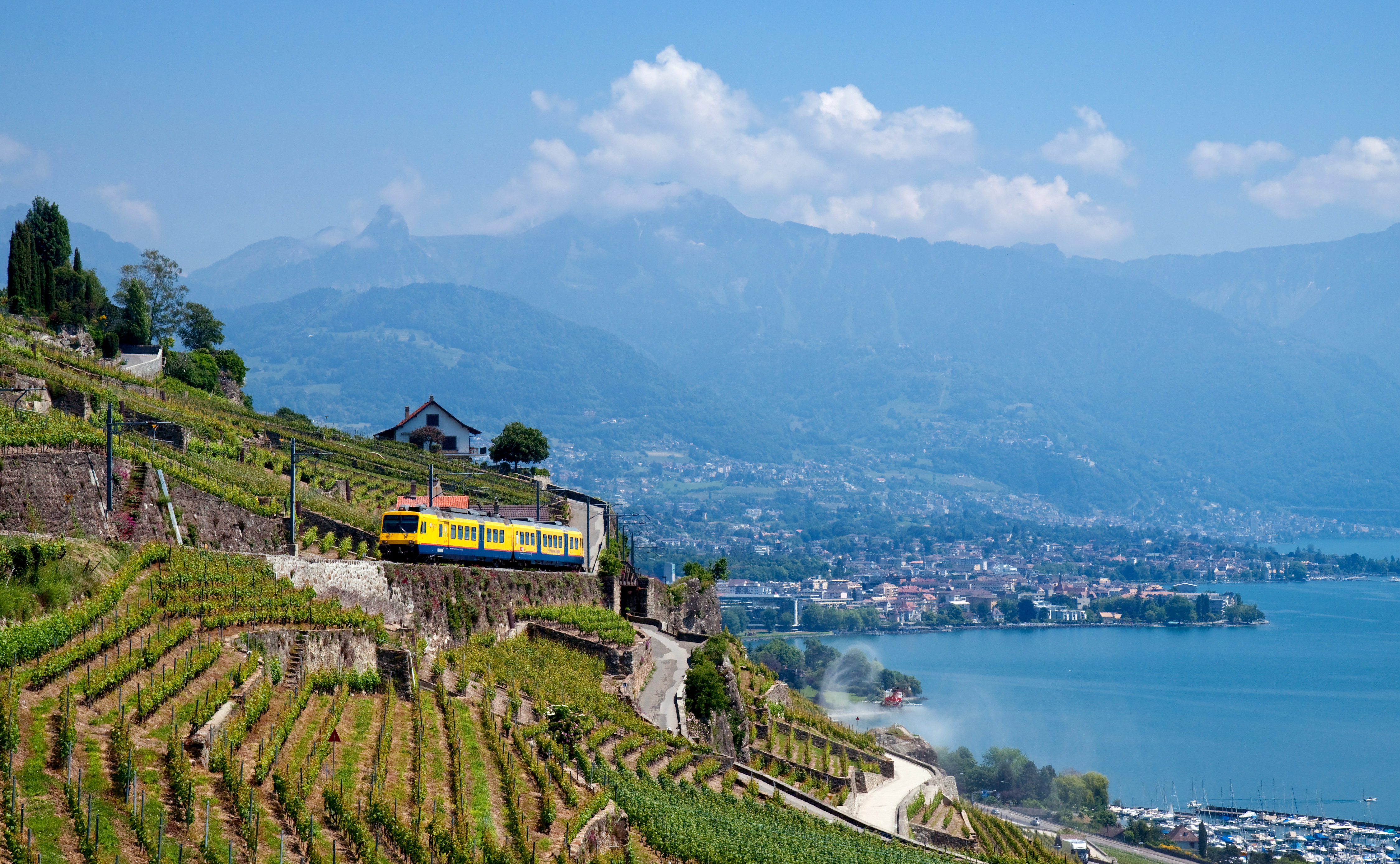
Vista de Chexbres.